# Občina Laško
Občina Laško je jednou z 212 občin ve Slovinsku. Nachází se v Savinjském regionu na území historického Dolního Štýrska. Občinu tvoří 85 sídel, její rozloha je 197,5 km² a k 1. lednu 2017 zde žilo 13 145 obyvatel. Správním střediskem občiny je město Laško.

## Geografie
Občinou protéká od severu k jihu řeka Savinja. Souběžně s touto řekou vede hlavní silnice č. 5 z Celje, hlavního města regionu, směrem do města Krško. Stejným směrem také prochází železniční trať.

## Členění občiny
Občina se dělí na sídla: Belovo, Blatni Vrh, Brezno, Brodnice, Brstnik, Brstovnica, Bukovca, Curnovec, Debro, Doblatina, Dol pri Laškem, Gabrno, Globoko, Govce, Gozdec, Gračnica, Harje, Huda Jama, Jagoče, Jurklošter, Kladje, Klenovo, Konc, Kuretno, Lahomno, Lahomšek, Lahov Graben, Laška vas, Laško, Laziše, Leskovca, Lipni Dol, Lokavec, Lože, Mačkovec, Mala Breza, Male Grahovše, Marija Gradec, Marijina vas, Modrič, Mrzlo Polje, Obrežje pri Zidanem Mostu, Ojstro, Olešče, Padež, Paneče, Plazovje, Polana, Povčeno, Požnica, Radoblje, Reka, Rifengozd, Rimske Toplice, Sedraž, Selo nad Laškim, Senožete, Sevce, Slivno, Spodnja Rečica, Stopce, Strensko, Strmca, Suhadol, Šentrupert, Širje, Škofce, Šmihel, Šmohor, Tevče, Tovsto, Trnov Hrib, Trnovo, Trobni Dol, Trojno, Udmat, Velike Gorelce, Velike Grahovše, Veliko Širje, Vodiško, Vrh nad Laškim, Zabrež, Zgornja Rečica, Zidani Most, Žigon.